# U/20 VM i fodbold 2015
U/20 VM i fodbold 2015 var den 20. udgave af U/20 VM i fodbold siden starten i 1977 som FIFA World Youth Championship. Turneringen fandt for første gang sted i New Zealand, og tredje gang på Oceanien, eftersom Australien udgaverne i 1981 og 1993. Totalt 52 kampe blev spillet i syv byer.

## Valg af værtsnation
Fire medlemmer af FIFA afgav officielt bud på at afholde U/20 VM i fodbold 2015 inden tidsfristen den 11. februar 2011. FIFA annoncerede den 3. marts 2011, at turneringen ville blive afholdt for første gang i New Zealand.  Det er Østrigs tredje FIFA-turnering, efter at have afholdt U/17 VM i fodbold 1999 og U/17 VM i fodbold for kvinder 2008.
Medlemmer af FIFA der bød på turneringen
- New Zealand
- Peru
- Tunesien
- Wales

## Stadioner
Auckland, Christchurch, Dunedin, Hamilton, New Plymouth, Wellington og Whangarei blev udvalgt til at være de syv byer til at afholde turneringen.
| By           | Stadion                     | Kapacitet |  |
| ------------ | --------------------------- | --------- |  |
| Auckland     | North Harbour Stadium       | 25 000    |  |
| Christchurch | Christchurch Stadium        | 18 000    |  |
| Dunedin      | Otago Stadium               | 30 748    |  |
| Hamilton     | Waikato Stadium             | 25 800    |  |
| New Plymouth | Stadium Taranaki            | 30 000    |  |
| Wellington   | Wellington Regional Stadium | 36 000    |  |
| Whangarei    | Northland Events Centre     | 24 319    |  |

## Dommere
21 dommere, 42 linjedommere og seks fjerdedommere blev udvalgt til at dømme turneringen.
| Konføderation | Dommer              | Linjedommere                          | Fjerdedommere           |
| ------------- | ------------------- | ------------------------------------- | ----------------------- |
| AFC           | Ryuji Sato          | Akane Yagi Hiroshi Yamauchi           | Muhammad Taqi Aljaafari |
| AFC           | Fahad Al-Mirdasi    | Abu Bakar Al-Amri Abdullah Al-Shalawi | Muhammad Taqi Aljaafari |
| AFC           | Kim Jong-hyeok      | Yoon Kwang-yeol Yang Byoung-eun       | Muhammad Taqi Aljaafari |
| CAF           | Gehad Grisha        | Berhe Tesfagiorghis Waleed Ahmed      | Joseph Lamptey          |
| CAF           | Eric Otogo-Castane  | Elvis Noupue Yahaya Mahamadou         | Joseph Lamptey          |
| CAF           | Bernard Camille     | Marius Tan Zakhele Siwela             | Joseph Lamptey          |
| CONCACAF      | Henry Bejarano      | Carlos Fernández Octavio Jara         | Armando Castro          |
| CONCACAF      | César Arturo Ramos  | Alberto Morín Miguel Hernández        | Armando Castro          |
| CONCACAF      | Jhon Pitti          | Gabriel Victoria Juan Baynes          | Armando Castro          |
| CONMEBOL      | Mauro Vigliano      | Ezequiel Brailovsky Iván Núñez        | Jesús Valenzuela        |
| CONMEBOL      | Ricardo Marques     | Bruno Boschilia Kléber Gil            | Jesús Valenzuela        |
| CONMEBOL      | Roddy Zambrano      | Juan Macias Luis Vera                 | Jesús Valenzuela        |
| CONMEBOL      | Daniel Fedorczuk    | Nicolás Taran Richard Trinidad        | Jesús Valenzuela        |
| OFC           | Matt Conger         | Simon Lount Tevita Makasini           | Nick Waldron            |
| UEFA          | Ivan Bebek          | Miro Grgić Tomislav Petrović          | Liran Liany             |
| UEFA          | Felix Zwayer        | Marco Achmüller Thorsten Schiffner    | Liran Liany             |
| UEFA          | István Vad          | István Albert Vencel Tóth             | Liran Liany             |
| UEFA          | Daniele Orsato      | Lorenzo Manganelli Mauro Tonolini     | Liran Liany             |
| UEFA          | Artur Soares Dias   | Álvaro Carvalho Rui Barbosa           | Liran Liany             |
| UEFA          | Ovidiu Hațegan      | Octavian Şovre Sebastian Gheorghe     | Liran Liany             |
| UEFA          | Antonio Mateu Lahoz | Pau Cebrián Devis Roberto Díaz Pérez  | Liran Liany             |

## Gruppespil
Vinderne, 2'erne og de fire bedste treere ud af de seks puljer kvalificerede sig til ottendedelsfinalerne.
Alle tider er lokale, new zealandsk tid (UTC+12).

### Gruppe A
| Pos | Hold        | K | V | U | T | M+ | M- | MF  | P | Grupperesultat               |
| --- | ----------- | - | - | - | - | -- | -- | --- | - | ---------------------------- |
| 1   | Ukraine     | 3 | 2 | 1 | 0 | 9  | 0  | +9  | 7 | Kvalificeret til slutspillet |
| 2   | USA         | 3 | 2 | 0 | 1 | 6  | 4  | +2  | 6 | Kvalificeret til slutspillet |
| 3   | New Zealand | 3 | 1 | 1 | 1 | 5  | 5  | 0   | 4 | Kvalificeret til slutspillet |
| 4   | Myanmar     | 3 | 0 | 0 | 3 | 2  | 13 | −11 | 0 |                              |

| 30. maj 2015 13:00 |

| New Zealand | 0–0     | Ukraine |
| ----------- | ------- | ------- |
|             | Rapport |         |

| North Harbour Stadion, Auckland Tilskuere: 25.000 Dommer: Mauro Vigliano (Argentina) |

| 30. maj 2015 16:00 |

| USA                    | 2–1     | Myanmar           |
| ---------------------- | ------- | ----------------- |
| Tall 17' · Hyndman 56' | Rapport | Yan Naing Oo 9' · |

| Northland Events Centre, Whangarei Tilskuere: 5.816 Dommer: Bernard Camille (Seychellerne) |

| 2. juni 2015 13:00 |

| Myanmar | 0–6     | Ukraine                                                                          |
| ------- | ------- | -------------------------------------------------------------------------------- |
|         | Rapport | Yaremchuk 51' · Luchkevych 54' · Kovalenko 57', 77' · Sobol 68' · Besyedin 71' · |

| Northland Events Centre, Whangarei Tilskuere: 4.985 Dommer: Ricardo Marques (Brasilien) |

| 2. juni 2015 19:00 |

| New Zealand | 0–4     | USA                                                   |
| ----------- | ------- | ----------------------------------------------------- |
|             | Rapport | Jamieson 6' · Hyndman 33' · Arriola 58' · Rubin 83' · |

| North Harbour Stadion, Auckland Tilskuere: 15.678 Dommer: Antonio Mateu Lahoz (Spanien) |

| 5. juni 2015 19:00 |

| Myanmar      | 1–5     | New Zealand                                                                  |
| ------------ | ------- | ---------------------------------------------------------------------------- |
| Aung Thu 28' | Rapport | Billingsley 40' · Patterson 47' · Stevens 78' · Brotherton 81' · Lewis 89' · |

| Wellington Regional Stadion, Wellington Tilskuere: 15.527 Dommer: Jhon Pitti (Panama) |

| 5. juni 2015 19:00 |

| Ukraine                 | 3–0     | USA |
| ----------------------- | ------- | --- |
| Kovalenko 56', 74', 79' | Rapport |     |

| North Harbour Stadion, Auckland Tilskuere: 7.694 Dommer: Eric Otogo-Castane (Gabon) |

### Gruppe B
| Pos | Hold      | K | V | U | T | M+ | M- | MF | P | Grupperesultat               |
| --- | --------- | - | - | - | - | -- | -- | -- | - | ---------------------------- |
| 1   | Ghana     | 3 | 2 | 1 | 0 | 5  | 3  | +2 | 7 | Kvalificeret til slutspillet |
| 2   | Østrig    | 3 | 1 | 2 | 0 | 3  | 2  | +1 | 5 | Kvalificeret til slutspillet |
| 3   | Argentina | 3 | 0 | 2 | 1 | 4  | 5  | −1 | 2 |                              |
| 4   | Panama    | 3 | 0 | 1 | 2 | 3  | 5  | −2 | 1 |                              |

| 30. maj 2015 16:00 |

| Argentina       | 2–2     | Panama                        |
| --------------- | ------- | ----------------------------- |
| Correa 14', 79' | Rapport | Rodríguez 19' · Escobar 84' · |

| Wellington Regional Stadion, Wellington Tilskuere: 9.204 Dommer: Artur Soares Dias (Portugal) |

| 30. maj 2015 19:00 |

| Ghana                  | 1–1     | Østrig          |
| ---------------------- | ------- | --------------- |
| Y. Yeboah 90+1' (str.) | Rapport | Gschweidl 50' · |

| Wellington Regional Stadion, Wellington Tilskuere: 9.204 Dommer: Fahad Al-Mirdasi (Saudi Arabien) |

| 2. juni 2015 16:00 |

| Østrig                              | 2–1     | Panama        |
| ----------------------------------- | ------- | ------------- |
| Hormechea 45+1' (sm.) · Grubeck 51' | Rapport | Escobar 38' · |

| Wellington Regional Stadion, Wellington Tilskuere: 2.009 Dommer: Gehad Grisha (Egypten) |

| 2. juni 2015 19:00 |

| Argentina                 | 2–3     | Ghana                                                |
| ------------------------- | ------- | ---------------------------------------------------- |
| Simeone 80' · Buendía 90' | Rapport | B. Tetteh 44' · Aboagye 59' · Y. Yeboah 69' (str.) · |

| Wellington Regional Stadion, Wellington Tilskuere: 5.542 Dommer: Ivan Bebek (Kroatien) |

| 5. juni 2015 16:00 |

| Østrig | 0–0     | Argentina |
| ------ | ------- | --------- |
|        | Rapport |           |

| Wellington Regional Stadion, Wellington Tilskuere: 13.874 Dommer: Ryuji Sato (Japan) |

| 5. juni 2015 16:00 |

| Panama | 0–1     | Ghana         |
| ------ | ------- | ------------- |
|        | Rapport | Boateng 82' · |

| North Harbour Stadion, Auckland Tilskuere: 3.637 Dommer: Daniele Orsato (Italien) |

### Gruppe C
| Pos | Hold     | K | V | U | T | M+ | M- | MF | P | Grupperesultat               |
| --- | -------- | - | - | - | - | -- | -- | -- | - | ---------------------------- |
| 1   | Portugal | 3 | 3 | 0 | 0 | 10 | 1  | +9 | 9 | Kvalificeret til slutspillet |
| 2   | Colombia | 3 | 1 | 1 | 1 | 3  | 4  | −1 | 4 | Kvalificeret til slutspillet |
| 3   | Senegal  | 3 | 1 | 1 | 1 | 3  | 5  | −2 | 4 | Kvalificeret til slutspillet |
| 4   | Qatar    | 3 | 0 | 0 | 3 | 1  | 7  | −6 | 0 |                              |

| 31. maj 2015 13:00 |

| Qatar | 0–1     | Colombia        |
| ----- | ------- | --------------- |
|       | Rapport | Rodríguez 24' · |

| Waikato Stadion, Hamilton Tilskuere: 7.461 Dommer: Matt Conger (New Zealand) |

| 31. maj 2015 16:00 |

| Portugal                              | 3–0     | Senegal |
| ------------------------------------- | ------- | ------- |
| Martins 1' · Silva 90' · Santos 90+2' | Rapport |         |

| Waikato Stadion, Hamilton Tilskuere: 10,362 Dommer: César Arturo Ramos (Mexico) |

| 3. juni 2015 16:00 |

| Qatar | 0–4     | Portugal                                       |
| ----- | ------- | ---------------------------------------------- |
|       | Rapport | Silva 34' · Rodrigues 42', 66' · Vigário 74' · |

| Waikato Stadion, Hamilton Tilskuere: 1.864 Dommer: Daniel Fedorczuk (Uruguay) |

| 3. juni 2015 19:00 |

| Senegal   | 1–1     | Colombia            |
| --------- | ------- | ------------------- |
| Thiam 23' | Rapport | Zapata 43' (str.) · |

| Waikato Stadion, Hamilton Tilskuere: 3.981 Dommer: István Vad (Ungarn) |

| 6. juni 2015 13:00 |

| Senegal              | 2–1     | Qatar             |
| -------------------- | ------- | ----------------- |
| Sylla 76' · Koné 81' | Rapport | Afif 17' (str.) · |

| Waikato Stadion, Hamilton Tilskuere: 3.791 Dommer: Felix Zwayer (Tyskland) |

| 6. juni 2015 13:00 |

| Colombia  | 1–3     | Portugal                            |
| --------- | ------- | ----------------------------------- |
| Borré 74' | Rapport | Santos 3' · Silva 55' (str.), 67' · |

| Otago Stadion, Dunedin Tilskuere: 6.950 Dommer: Henry Bejarano (Costa Rica) |

### Gruppe D
| Pos | Hold    | K | V | U | T | M+ | M- | MF | P | Grupperesultat               |
| --- | ------- | - | - | - | - | -- | -- | -- | - | ---------------------------- |
| 1   | Serbien | 3 | 2 | 0 | 1 | 4  | 1  | +3 | 6 | Kvalificeret til slutspillet |
| 2   | Uruguay | 3 | 1 | 1 | 1 | 3  | 3  | 0  | 4 | Kvalificeret til slutspillet |
| 3   | Mali    | 3 | 1 | 1 | 1 | 3  | 3  | 0  | 4 | Kvalificeret til slutspillet |
| 4   | Mexico  | 3 | 1 | 0 | 2 | 2  | 5  | −3 | 3 |                              |

1. 1 2  The final positions of Mali and Uruguay were decided by drawing of lots, conducted in Auckland and witnessed by both teams via a live video link, which placed Uruguay in second and Mali in third.[10] Both teams had advanced to the round of 16.

| 31. maj 2015 13:00 |

| Mexico | 0–2     | Mali                         |
| ------ | ------- | ---------------------------- |
|        | Rapport | A. Traoré 77' · Gbakle 79' · |

| Otago Stadion, Dunedin Tilskuere: 4.299 Dommer: Felix Zwayer (Tyskland) |

| 31. maj 2015 16:00 |

| Uruguay     | 1–0     | Serbien |
| ----------- | ------- | ------- |
| Pereiro 56' | Rapport |         |

| Otago Stadion, Dunedin Tilskuere: 6.048 Dommer: Ryuji Sato (Japan) |

| 3. juni 2015 16:00 |

| Mexico                       | 2–1     | Uruguay      |
| ---------------------------- | ------- | ------------ |
| Lozano 71' · Gutiérrez 90+3' | Rapport | Suárez 83' · |

| Otago Stadion, Dunedin Tilskuere: 2.038 Dommer: Ovidiu Hațegan (Rumænien) |

| 3. juni 2015 19:00 |

| Serbien                              | 2–0     | Mali |
| ------------------------------------ | ------- | ---- |
| S. Milinković-Savić 27' · Mandić 74' | Rapport |      |

| Otago Stadion, Dunedin Tilskuere: 4.012 Dommer: Roddy Zambrano (Ecuador) |

| 6. juni 2015 16:00 |

| Serbien                      | 2–0     | Mexico |
| ---------------------------- | ------- | ------ |
| Maksimović 2' · Živković 43' | Rapport |        |

| Otago Stadion, Dunedin Tilskuere: 9.248 Dommer: Ricardo Marques (Brasilien) |

| 6. juni 2015 16:00 |

| Mali          | 1–1     | Uruguay      |
| ------------- | ------- | ------------ |
| A. Traoré 44' | Rapport | Acosta 17' · |

| Waikato Stadion, Hamilton Tilskuere: 6.791 Dommer: Artur Soares Dias (Portugal) |

### Gruppe E
| Pos | Hold      | K | V | U | T | M+ | M- | MF  | P | Grupperesultat               |
| --- | --------- | - | - | - | - | -- | -- | --- | - | ---------------------------- |
| 1   | Brasilien | 3 | 3 | 0 | 0 | 9  | 3  | +6  | 9 | Kvalificeret til slutspillet |
| 2   | Nigeria   | 3 | 2 | 0 | 1 | 8  | 4  | +4  | 6 | Kvalificeret til slutspillet |
| 3   | Ungarn    | 3 | 1 | 0 | 2 | 6  | 5  | +1  | 3 | Kvalificeret til slutspillet |
| 4   | Nordkorea | 3 | 0 | 0 | 3 | 1  | 12 | −11 | 0 |                              |

| 1. juni 2015 13:00 |

| Nigeria                  | 2–4     | Brasilien                                             |
| ------------------------ | ------- | ----------------------------------------------------- |
| Success 10' · Yahaya 28' | Rapport | Gabriel Jesus 4' · Judivan 34', 82' · Boschilia 59' · |

| Stadion Taranaki, New Plymouth Tilskuere: 5.887 Dommer: Daniele Orsato (Italien) |

| 1. juni 2015 16:00 |

| Nordkorea        | 1–5     | Ungarn                                           |
| ---------------- | ------- | ------------------------------------------------ |
| Choe Ju-song 32' | Rapport | Mervó 17', 49', 82' · Kalmár 33' · Forgács 60' · |

| Stadion Taranaki, New Plymouth Tilskuere: 8.153 Dommer: Henry Bejarano (Costa Rica) |

| 4. juni 2015 16:00 |

| Nigeria                                     | 4–0     | Nordkorea |
| ------------------------------------------- | ------- | --------- |
| Saviour 48', 51' · Sokari 71' · Success 80' | Rapport |           |

| Stadion Taranaki, New Plymouth Tilskuere: 1.114 Dommer: Mauro Vigliano (Argentina) |

| 4. juni 2015 19:00 |

| Ungarn   | 1–2     | Brasilien                            |
| -------- | ------- | ------------------------------------ |
| Mervó 8' | Rapport | Danilo 50' · A. Pereira 86' (str.) · |

| Stadion Taranaki, New Plymouth Tilskuere: 4.077 Dommer: Fahad Al-Mirdasi (Saudi Arabien) |

| 7. juni 2015 17:00 |

| Ungarn | 0–2     | Nigeria            |
| ------ | ------- | ------------------ |
|        | Rapport | Awoniyi 33', 54' · |

| Stadion Taranaki, New Plymouth Tilskuere: 3.184 Dommer: Roddy Zambrano (Ecuador) |

| 7. juni 2015 17:00 |

| Brasilien                                                 | 3–0     | Nordkorea |
| --------------------------------------------------------- | ------- | --------- |
| Min Hyo-song 60' (sm.) · Jean Carlos 66' · L. Pereira 86' | Rapport |           |

| Christchurch Stadion, Christchurch Tilskuere: 15.298 Dommer: Matt Conger (New Zealand) |

### Gruppe F
| Pos | Hold       | K | V | U | T | M+ | M- | MF  | P | Grupperesultat               |
| --- | ---------- | - | - | - | - | -- | -- | --- | - | ---------------------------- |
| 1   | Tyskland   | 3 | 3 | 0 | 0 | 16 | 2  | +14 | 9 | Kvalificeret til slutspillet |
| 2   | Usbekistan | 3 | 1 | 0 | 2 | 6  | 7  | −1  | 3 | Kvalificeret til slutspillet |
| 3   | Honduras   | 3 | 1 | 0 | 2 | 5  | 11 | −6  | 3 |                              |
| 4   | Fiji       | 3 | 1 | 0 | 2 | 4  | 11 | −7  | 3 |                              |

| 1. juni 2015 13:00 |

| Tyskland                                                                                         | 8–1     | Fiji          |
| ------------------------------------------------------------------------------------------------ | ------- | ------------- |
| Stark 18', 27' · Stendera 20' (str.) · Prömel 23' · Mukhtar 34', 40', 89' (str.) · Stefaniak 68' | Rapport | Verevou 48' · |

| Christchurch Stadion, Christchurch Tilskuere: 5.296 Dommer: Jhon Pitti (Panama) |

| 1. juni 2015 16:00 |

| Usbekistan                                      | 3–4     | Honduras                                         |
| ----------------------------------------------- | ------- | ------------------------------------------------ |
| Khamdamov 31' · Shomurodov 79' · Urinboev 90+6' | Rapport | Benavídez 4' · Róchez 20', 90+2' · Álvarez 49' · |

| Christchurch Stadion, Christchurch Tilskuere: 6.679 Dommer: Eric Otogo-Castane (Gabon) |

| 4. juni 2015 16:00 |

| Honduras | 0–3     | Fiji                                         |
| -------- | ------- | -------------------------------------------- |
|          | Rapport | Verevou 14' · Waqa 19' · Álvarez 45' (sm.) · |

| Christchurch Stadion, Christchurch Tilskuere: 1.220 Dommer: Kim Jong-hyeok (Sydkorea) |

| 4. juni 2015 19:00 |

| Tyskland                         | 3–0     | Usbekistan |
| -------------------------------- | ------- | ---------- |
| Stendera 33', 85' · Akpoguma 59' | Rapport |            |

| Christchurch Stadion, Christchurch Tilskuere: 3.393 Dommer: César Arturo Ramos (Mexico) |

| 7. juni 2015 14:00 |

| Honduras          | 1–5     | Tyskland                                                                 |
| ----------------- | ------- | ------------------------------------------------------------------------ |
| Schwäbe 19' (sm.) | Rapport | Stendera 2' (str.) · Brandt 30' · Mukhtar 50' · Prömel 62' · Stark 81' · |

| Christchurch Stadion, Christchurch Tilskuere: 12.045 Dommer: Daniel Fedorczuk (Uruguay) |

| 7. juni 2015 14:00 |

| Fiji | 0–3     | Usbekistan                                      |
| ---- | ------- | ----------------------------------------------- |
|      | Rapport | Shomurodov 62' · Urinboev 63' · Kosimov 90+3' · |

| Northland Events Centre, Whangarei Tilskuere: 5.011 Dommer: Bernard Camille (Seychellerne) |

### Rankering af tredjepladser
De fire bedste tredjepladser kvalificerede sig også til ottendedelsfinalerne. De blev parret med vindere af gruppe A, B, C og D.
| Pos | Hold        | K | V | U | T | M+ | M- | MF | P | Resultat |
| --- | ----------- | - | - | - | - | -- | -- | -- | - | -------- |
| 1   | New Zealand | 3 | 1 | 1 | 1 | 5  | 5  | 0  | 4 | Slutspil |
| 2   | Mali        | 3 | 1 | 1 | 1 | 3  | 3  | 0  | 4 | Slutspil |
| 3   | Senegal     | 3 | 1 | 1 | 1 | 3  | 5  | −2 | 4 | Slutspil |
| 4   | Ungarn      | 3 | 1 | 0 | 2 | 6  | 5  | +1 | 3 | Slutspil |
| 5   | Honduras    | 3 | 1 | 0 | 2 | 5  | 11 | −6 | 3 |          |
| 6   | Argentina   | 3 | 0 | 2 | 1 | 4  | 5  | −1 | 2 |          |

## Slutspil

### Overblik
|  | 1/8-finaler             | 1/8-finaler             |                         |       | Kvartfinaler | Kvartfinaler |                     |                     | Semifinaler | Semifinaler |  |  | Finale | Finale |
|  |                         |                         |                         |       |              |              |                     |                     |             |             |  |  |        |        |
|  | 11. juni — New Plymouth |                         |                         |       |              |              |                     |                     |             |             |  |  |        |        |
|  |                         |                         |                         |       |              |              |                     |                     |             |             |  |  |        |        |
|  | Brasilien (s)           | 0 (5)                   |                         |       |              |              |                     |                     |             |             |  |  |        |        |
|  | Brasilien (s)           | 0 (5)                   | 14. juni — Hamilton     |       |              |              |                     |                     |             |             |  |  |        |        |
|  | Uruguay                 | 0 (4)                   |                         |       |              |              |                     |                     |             |             |  |  |        |        |
|  | Uruguay                 | 0 (4)                   | Brasilien (s)           | 0 (3) |              |              |                     |                     |             |             |  |  |        |        |
|  | 11. juni — Hamilton     |                         | Brasilien (s)           | 0 (3) |              |              |                     |                     |             |             |  |  |        |        |
|  |                         | Portugal                | 0 (1)                   |       |              |              |                     |                     |             |             |  |  |        |        |
|  | Portugal                | Portugal                | 0 (1)                   | 2     |              |              |                     |                     |             |             |  |  |        |        |
|  | Portugal                |                         | 17. juni — Christchurch | 2     |              |              |                     |                     |             |             |  |  |        |        |
|  | New Zealand             | 1                       |                         |       |              |              |                     |                     |             |             |  |  |        |        |
|  | New Zealand             | 1                       | Brasilien               | 5     |              |              |                     |                     |             |             |  |  |        |        |
|  | 11. juni — Whangarei    |                         | Brasilien               | 5     |              |              |                     |                     |             |             |  |  |        |        |
|  |                         | Senegal                 | 0                       |       |              |              |                     |                     |             |             |  |  |        |        |
|  | Østrig                  | Senegal                 | 0                       | 0     |              |              |                     |                     |             |             |  |  |        |        |
|  | Østrig                  | 14. juni — Wellington   |                         | 0     |              |              |                     |                     |             |             |  |  |        |        |
|  | Usbekistan              | 2                       |                         |       |              |              |                     |                     |             |             |  |  |        |        |
|  | Usbekistan              | 2                       | Usbekistan              | 0     |              |              |                     |                     |             |             |  |  |        |        |
|  | 10. juni — Auckland     |                         | Usbekistan              | 0     |              |              |                     |                     |             |             |  |  |        |        |
|  |                         | Senegal                 | 1                       |       |              |              |                     |                     |             |             |  |  |        |        |
|  | Ukraine                 | Senegal                 | 1                       | 1 (1) |              |              |                     |                     |             |             |  |  |        |        |
|  | Ukraine                 |                         | 20. juni — Auckland     | 1 (1) |              |              |                     |                     |             |             |  |  |        |        |
|  | Senegal (s)             | 1 (3)                   |                         |       |              |              |                     |                     |             |             |  |  |        |        |
|  | Senegal (s)             | 1 (3)                   | Brasilien               | 1     |              |              |                     |                     |             |             |  |  |        |        |
|  | 10. juni — Wellington   |                         | Brasilien               | 1     |              |              |                     |                     |             |             |  |  |        |        |
|  |                         | Serbien (e.f.s.)        | 2                       |       |              |              |                     |                     |             |             |  |  |        |        |
|  | USA                     | Serbien (e.f.s.)        | 2                       | 1     |              |              |                     |                     |             |             |  |  |        |        |
|  | USA                     | 14. juni — Auckland     |                         | 1     |              |              |                     |                     |             |             |  |  |        |        |
|  | Colombia                | 0                       |                         |       |              |              |                     |                     |             |             |  |  |        |        |
|  | Colombia                | 0                       | USA                     | 0 (5) |              |              |                     |                     |             |             |  |  |        |        |
|  | 10. juni — Dunedin      |                         | USA                     | 0 (5) |              |              |                     |                     |             |             |  |  |        |        |
|  |                         | Serbien (s)             | 0 (6)                   |       |              |              |                     |                     |             |             |  |  |        |        |
|  | Serbien (e.f.s.)        | Serbien (s)             | 0 (6)                   | 2     |              |              |                     |                     |             |             |  |  |        |        |
|  | Serbien (e.f.s.)        |                         | 17. juni — Auckland     | 2     |              |              |                     |                     |             |             |  |  |        |        |
|  | Ungarn                  | 1                       |                         |       |              |              |                     |                     |             |             |  |  |        |        |
|  | Ungarn                  | 1                       | Serbien (e.f.s.)        | 2     |              |              |                     |                     |             |             |  |  |        |        |
|  | 10. juni — Wellington   |                         | Serbien (e.f.s.)        | 2     |              |              |                     |                     |             |             |  |  |        |        |
|  |                         | Mali                    | 1                       |       | Bronzekamp   | Bronzekamp   |                     |                     |             |             |  |  |        |        |
|  | Ghana                   | Mali                    | 1                       | 0     | Bronzekamp   | Bronzekamp   |                     |                     |             |             |  |  |        |        |
|  | Ghana                   | 14. juni — Christchurch | 14. juni — Christchurch | 0     |              |              | 20. juni — Auckland | 20. juni — Auckland |             |             |  |  |        |        |
|  | Mali                    | 14. juni — Christchurch | 14. juni — Christchurch | 3     |              |              | 20. juni — Auckland | 20. juni — Auckland |             |             |  |  |        |        |
|  | Mali                    | Mali (s)                | 1 (4)                   | 3     | Senegal      | 1            |                     |                     |             |             |  |  |        |        |
|  | 11. juni — Christchurch | Mali (s)                | 1 (4)                   |       | Senegal      | 1            |                     |                     |             |             |  |  |        |        |
|  |                         | Tyskland                | 1 (3)                   |       | Mali         | 3            |                     |                     |             |             |  |  |        |        |
|  | Tyskland                | Tyskland                | 1 (3)                   | 1     | Mali         | 3            |                     |                     |             |             |  |  |        |        |
|  | Tyskland                |                         |                         | 1     |              |              |                     |                     |             |             |  |  |        |        |
|  | Nigeria                 | 0                       |                         |       |              |              |                     |                     |             |             |  |  |        |        |
|  | Nigeria                 | 0                       |                         |       |              |              |                     |                     |             |             |  |  |        |        |

### Ottendedelsfinaler
| 10. juni 2015 16:00 |

| Ghana | 0–3     | Mali                                        |
| ----- | ------- | ------------------------------------------- |
|       | Rapport | Samassékou 20' · Gbakle 53' · Doumbia 81' · |

| Wellington Regional Stadion, Wellington Tilskuere: 2.235 Dommer: Gehad Grisha (Egypten) |

| 10. juni 2015 16:00 |

| Serbien                             | 2–1 (e.f.s.) | Ungarn      |
| ----------------------------------- | ------------ | ----------- |
| Šaponjić 90+1' · Talabér 118' (sm.) | Rapport      | Mervó 57' · |

| Otago Stadion, Dunedin Tilskuere: 5.149 Dommer: Antonio Mateu Lahoz (Spanien) |

| 10. juni 2015 19:30 |

| USA       | 1–0     | Colombia |
| --------- | ------- | -------- |
| Rubin 58' | Rapport |          |

| Wellington Regional Stadion, Wellington Tilskuere: 6.062 Dommer: Ivan Bebek (Kroatien) |

| 10. juni 2015 19:30 |

| Ukraine      | 1–1 (e.f.s.) | Senegal    |
| ------------ | ------------ | ---------- |
| Besyedin 70' | Rapport      | Sarr 83' · |

| North Harbour Stadion, Auckland Tilskuere: 6.905 Dommer: Ricardo Marques (Brasilien) |

|                                    |     | Straffesparkskonkurrence |  |
| Chumak Kharatin Habelok Luchkevych | 1–3 | Sarr Sylla Niang         |  |

| 11. juni 2015 16:00 |

| Østrig | 0–2     | Usbekistan           |
| ------ | ------- | -------------------- |
|        | Rapport | Khamdamov 47', 57' · |

| Northland Events Centre, Whangarei Tilskuere: 3.964 Dommer: Jhon Pitti (Panama) |

| 11. juni 2015 19:30 |

| Tyskland     | 1–0     | Nigeria |
| ------------ | ------- | ------- |
| Öztunalı 19' | Rapport |         |

| Christchurch Stadion, Christchurch Tilskuere: 5.288 Dommer: Fahad Al-Mirdasi (Saudi Arabien) |

| 11. juni 2015 19:30 |

| Portugal                | 2–1     | New Zealand     |
| ----------------------- | ------- | --------------- |
| Guzzo 24' · Martins 87' | Rapport | Holthusen 64' · |

| Waikato Stadion, Hamilton Tilskuere: 10,492 Dommer: Kim Jong-hyeok (Sydkorea) |

| 11. juni 2015 19:30 |

| Brasilien | 0–0 (e.f.s.) | Uruguay |
| --------- | ------------ | ------- |
|           | Rapport      |         |

| Stadion Taranaki, New Plymouth Tilskuere: 4.358 Dommer: István Vad (Ungarn) |

|                                            |     | Straffesparkskonkurrence            |  |
| A. Pereira Lucão Danilo Jajá Gabriel Jesus | 5–4 | Arambarri Amaral Poyet Acosta Lemos |  |

### Kvartfinaler
| 14. juni 2015 13:00 |

| Brasilien | 0–0 (e.f.s.) | Portugal |
| --------- | ------------ | -------- |
|           | Rapport      |          |

| Waikato Stadion, Hamilton Tilskuere: 9.945 Dommer: Felix Zwayer (Tyskland) |

|                                       |     | Straffesparkskonkurrence                 |  |
| A. Pereira Lucão Danilo Gabriel Jesus | 3–1 | Rony Lopes Guzzo André Silva Nuno Santos |  |

| 14. juni 2015 13:00 |

| Mali             | 1–1 (e.f.s.) | Tyskland     |
| ---------------- | ------------ | ------------ |
| S. Coulibaly 58' | Rapport      | Brandt 38' · |

| Christchurch Stadion, Christchurch Tilskuere: 7.007 Dommer: César Arturo Ramos (Mexico) |

|                                          |     | Straffesparkskonkurrence                 |  |
| Hamidou Guindo Koné A. Traoré Samassékou | 4–3 | Akpoguma Öztunalı Steinmann Brandt Stark |  |

| 14. juni 2015 16:30 |

| USA | 0–0 (e.f.s.) | Serbien |
| --- | ------------ | ------- |
|     | Rapport      |         |

| North Harbour Stadion, Auckland Tilskuere: 10,826 Dommer: Artur Soares Dias (Portugal) |

|                                                                           |     | Straffesparkskonkurrence                                                   |  |
| Rubin Payne Arriola Hyndman Zelalem Soñora Delgado Carter-Vickers Requejo | 5–6 | Zdjelar Mandić Babić Grujić Živković Rajković Antonov Veljković Maksimović |  |

| 14. juni 2015 16:30 |

| Usbekistan | 0–1     | Senegal     |
| ---------- | ------- | ----------- |
|            | Rapport | Thiam 77' · |

| Wellington Regional Stadion, Wellington Tilskuere: 10,258 Dommer: Ovidiu Hațegan (Rumænien) |

### Semifinaler
| 17. juni 2015 16:00 |

| Brasilien                                                              | 5–0     | Senegal |
| ---------------------------------------------------------------------- | ------- | ------- |
| Correa 5' (sm.) · Marcos Guilherme 7', 78' · Boschilia 19' · Jorge 35' | Rapport |         |

| Christchurch Stadion, Christchurch Tilskuere: 9.251 Dommer: Daniele Orsato (Italien) |

| 17. juni 2015 19:30 |

| Serbien                     | 2–1 (e.f.s.) | Mali       |
| --------------------------- | ------------ | ---------- |
| Živković 4' · Šaponjić 101' | Rapport      | Koné 39' · |

| North Harbour Stadion, Auckland Tilskuere: 10,818 Dommer: Mauro Vigliano (Argentina) |

### Tredjeplads
| 20. juni 2015 13:30 |

| Senegal   | 1–3     | Mali                                    |
| --------- | ------- | --------------------------------------- |
| Wadji 64' | Rapport | A. Traoré 74', 83' · Samassékou 90+1' · |

| North Harbour Stadion, Auckland Tilskuere: 12.421 Dommer: Gehad Grisha (Egypten) |

### Finale
| 20. juni 2015 17:05 |

| Brasilien      | 1–2 (e.f.s.) | Serbien                        |
| -------------- | ------------ | ------------------------------ |
| A. Pereira 73' | Rapport      | Mandić 70' · Maksimović 118' · |

| North Harbour Stadion, Auckland Tilskuere: 25.317 Dommer: Fahad Al-Mirdasi (Saudi Arabien) |

## Målscorere
5 mål
- Viktor Kovalenko
- Bence Mervó

4 mål
- Hany Mukhtar
- Marc Stendera
- Adama Traoré
- André Silva

3 mål
- Niklas Stark
- Dostonbek Khamdamov

2 mål
- Ángel Correa
- Andreas Pereira
- Gabriel Boschilia
- Judivan
- Marcos Guilherme
- Iosefo Verevou
- Julian Brandt
- Grischa Prömel
- Yaw Yeboah
- Bryan Róchez
- Dieudonne Gbakle
- Diadie Samassékou
- Taiwo Awoniyi
- Godwin Saviour
- Isaac Success
- Fidel Escobar
- Ivo Rodrigues
- Nuno Santos
- Gelson Martins
- Mamadou Thiam
- Nemanja Maksimović
- Staniša Mandić
- Ivan Šaponjić
- Andrija Živković
- Artem Besyedin
- Emerson Hyndman
- Rubio Rubin
- Eldor Shomurodov
- Zabikhillo Urinboev

1 mål
- Emiliano Buendía
- Giovanni Simeone
- Valentin Grubeck
- Bernd Gschweidl
- Danilo
- Gabriel Jesus
- Jean Carlos
- Jorge
- Léo Pereira
- Rafael Santos Borré
- Joao Rodríguez
- Alexis Zapata
- Saula Waqa
- Kevin Akpoguma
- Levin Öztunalı
- Marvin Stefaniak
- Clifford Aboagye
- Emmanuel Boateng
- Benjamin Tetteh
- Kevin Álvarez
- Jhow Benavidez
- Dávid Forgács
- Zsolt Kalmár
- Souleymane Coulibaly
- Aboubacar Doumbia
- Youssouf Koné
- Kevin Gutiérrez
- Hirving Lozano
- Yan Naing Oo
- Aung Thu
- Noah Billingsley
- Sam Brotherton
- Stuart Holthusen
- Clayton Lewis
- Monty Patterson
- Joel Stevens
- Kingsley Sokari
- Musa Yahaya
- Choe Ju-song
- Jhamal Rodríguez
- Raphael Guzzo
- João Vigário
- Akram Afif
- Moussa Koné
- Sidy Sarr
- Alhassane Sylla
- Ibrahima Wadji
- Sergej Milinković-Savić
- Valeriy Luchkevych
- Eduard Sobol
- Roman Yaremchuk
- Paul Arriola
- Bradford Jamieson IV
- Maki Tall
- Franco Acosta
- Gastón Pereiro
- Mathías Suárez
- Mirjamol Kosimov

1 selvmål
- Marvin Schwäbe (mod Honduras)
- Kevin Álvarez (mod Fiji)
- Attila Talabér (mod Serbien)
- Min Hyo-song (mod Brasilien)
- Chin Hormechea (mod Østrig)
- Andelinou Correa (mod Brasilien)

Kilde: FIFA.com

## Samlet rankering
| Pos | Hold        | K | V | U | T | M+ | M- | MF  | P  | Placering                         |
| --- | ----------- | - | - | - | - | -- | -- | --- | -- | --------------------------------- |
| 1   | Serbien     | 7 | 5 | 1 | 1 | 10 | 4  | +6  | 16 | Vinder                            |
| 2   | Brasilien   | 7 | 4 | 2 | 1 | 15 | 5  | +10 | 14 | Andenplads                        |
| 3   | Mali        | 7 | 3 | 2 | 2 | 11 | 7  | +4  | 11 | Tredjeplads                       |
| 4   | Senegal     | 7 | 2 | 2 | 3 | 6  | 14 | −8  | 8  | Fjerdeplads                       |
|     |             |   |   |   |   |    |    |     |    |                                   |
| 5   | Tyskland    | 5 | 4 | 1 | 0 | 18 | 3  | +15 | 13 | Elimineret i kvartfinalerne       |
| 6   | Portugal    | 5 | 4 | 1 | 0 | 12 | 2  | +10 | 13 | Elimineret i kvartfinalerne       |
| 7   | USA         | 5 | 3 | 1 | 1 | 7  | 4  | +3  | 10 | Elimineret i kvartfinalerne       |
| 8   | Usbekistan  | 5 | 2 | 0 | 3 | 8  | 8  | 0   | 6  | Elimineret i kvartfinalerne       |
|     |             |   |   |   |   |    |    |     |    |                                   |
| 9   | Ukraine     | 4 | 2 | 2 | 0 | 10 | 1  | +9  | 8  | Elimineret i ottendedelsfinalerne |
| 10  | Ghana       | 4 | 2 | 1 | 1 | 5  | 6  | −1  | 7  | Elimineret i ottendedelsfinalerne |
| 11  | Nigeria     | 4 | 2 | 0 | 2 | 8  | 5  | +3  | 6  | Elimineret i ottendedelsfinalerne |
| 12  | Uruguay     | 4 | 1 | 2 | 1 | 3  | 3  | 0   | 5  | Elimineret i ottendedelsfinalerne |
| 13  | Østrig      | 4 | 1 | 2 | 1 | 3  | 4  | −1  | 5  | Elimineret i ottendedelsfinalerne |
| 14  | New Zealand | 4 | 1 | 1 | 2 | 6  | 7  | −1  | 4  | Elimineret i ottendedelsfinalerne |
| 15  | Colombia    | 4 | 1 | 1 | 2 | 3  | 5  | −2  | 4  | Elimineret i ottendedelsfinalerne |
| 16  | Ungarn      | 4 | 1 | 0 | 3 | 7  | 7  | 0   | 3  | Elimineret i ottendedelsfinalerne |
|     |             |   |   |   |   |    |    |     |    |                                   |
| 17  | Mexico      | 3 | 1 | 0 | 2 | 2  | 5  | −3  | 3  | Elimineret i gruppespillet        |
| 18  | Honduras    | 3 | 1 | 0 | 2 | 5  | 11 | −6  | 3  | Elimineret i gruppespillet        |
| 19  | Fiji        | 3 | 1 | 0 | 2 | 4  | 11 | −7  | 3  | Elimineret i gruppespillet        |
| 20  | Argentina   | 3 | 0 | 2 | 1 | 4  | 5  | −1  | 2  | Elimineret i gruppespillet        |
| 21  | Panama      | 3 | 0 | 1 | 2 | 3  | 5  | −2  | 1  | Elimineret i gruppespillet        |
| 22  | Qatar       | 3 | 0 | 0 | 3 | 1  | 7  | −6  | 0  | Elimineret i gruppespillet        |
| 23  | Myanmar     | 3 | 0 | 0 | 3 | 2  | 13 | −11 | 0  | Elimineret i gruppespillet        |
| 24  | Nordkorea   | 3 | 0 | 0 | 3 | 1  | 12 | −11 | 0  | Elimineret i gruppespillet        |